# Seignelay
Seignelay là một xã của Pháp,tọa lạc ở tỉnh Yonne trong vùng Bourgogne. Xã này nằm cách Auxerre 14 km về phía bắc, giữa các sông Yonne và Serein.

## Thông tin nhân khẩu
| Năm | 1703  | 1855  | 1906  | 1962  | 1968  | 1975  | 1982  | 1990  | 1999  |
| --- | ----- | ----- | ----- | ----- | ----- | ----- | ----- | ----- | ----- |
| Dân số | 1 083 | 1 563 | 1 145 | 1 037 | 1 042 | 1 132 | 1 485 | 1 538 | 1 546 |
| From the year 1962 on: No double counting—residents of multiple communes (e.g. students and military personnel) are counted only once. |       |       |       |       |       |       |       |       |       |

## Hành chính
| Danh sách các thị trưởng |           |                            |      |                             |
| Giai đoạn                | Giai đoạn | Tên                        | Đảng | Tư cách                     |
| 1800                     | 1814      | Denis Fringon              | ...  | ...                         |
| 1814                     | 1816      | Jacques Joseph Pourcin     | ...  | ...                         |
| ....                     | 1826      | Edme Jean Blainvillain     | ...  | Notaire                     |
| 1826                     | 1828      | Edme Louis Blainvillain    | ...  | Notaire (fils du précédent) |
| 1828                     | 1830      | Bazile Lenoir              | ...  | Fabriquant de draps         |
| 1830                     | 1831      | Pierre Alexandre Ricordeau | ...  | Bác sĩ                      |
| 1831                     | 1837      | Martial François Defrance  | ...  | ...                         |
| 1837                     | 1843      | Pierre Alexandre Ricordeau | ...  | Bác sĩ                      |
| 1843                     | 1848      | Jean René Bijon            | ...  | Maître de pension           |
| 1848                     | 1848      | Adrien Salgues             | ...  | Bác sĩ                      |
| 1848                     | 1849      | Marie Lazare Cottin        | ...  | ...                         |
| 1849                     | 1855      | Etienne Nicolas Frottier   | ...  | ...                         |
| ....                     | ....      | ....                       | ...  | ...                         |
| 1879                     | 1907      | Pierre François Crochot    | ...  | ...                         |
| ....                     | ....      | ....                       | ...  | ...                         |
| ....                     | ....      | Frécault                   | ...  | ...                         |
| ....                     | ....      | ....                       | ...  | ...                         |
| 2001                     | ...       | Pierre Parent              | ...  | ...                         |